# Kevin Lambert
Kevin Lambert (Montreal, 17 de octubre de 1992) es un escritor canadiense. Entre sus obras destaca la novela Querelle de Roberval, publicada en 2018 y galardonada con varios premios literarios.

## Biografía
Nacido en 1992, Kevin Lambert creció en Chicoutimi, en la región de Saguenay-Lac-Saint-Jean de Quebec. Se graduó de la Universidad de Montreal con una maestría en escritura creativa y actualmente está cursando allí su doctorado en escritura creativa, bajo la supervisión de Catherine Mavrikakis.
En marzo de 2017 publicó su primera novela, Tu aimeras ce que tu as tué, con la editorial Héliotrope.
Para la edición de otoño de 2017, contribuyó a la revista de Quebec Moebius con una reseña, titulada ¿Podemos escribir la historia literaria al revés?, sobre la novela de Jean Basile Me déshabiller n'a jamais été une tâche facile (publicada en la revista de Quebec Spirale ). Este texto crítico ganó el Premio Pierre L'Hérault de Críticos Emergentes en 2017 (premio otorgado por la revista Spirale y sus socios). También es librero en la librería Le Port de tête en Montreal.
En septiembre de 2018 publicó su segunda novela, Querelle de Roberval, también publicada por Héliotrope. La novela se publicó en Francia en agosto de 2019 con el título Querelle y contó con ciertas modificaciones para el público franco-europeo. La obra obtuvo el Premio Sade 2019 (empatado con Christophe Siébert ), fue finalista del premio literario del Mundo,  del Grand prix du livre de Montréal y  preseleccionada para el Prix Wepler y para el Prix Médicis.
En 2022 publicó Que notre joie demeure, su tercera novela. Con ella ganó el prestigioso Premio Médicis de 2023.

## Obras
- Tu aimeras ce que tu as tué (2017)
- Querelle de Roberval (2018)[15]
- Que notre joie demeure (2022)